# Bol'šaja Rečka
Bol'šaja Rečka (in russo Большая Речка?) è un insediamento di tipo urbano della Russia, situato nell'Oblast' di Irkutsk.